# Francisco Nóbrega
Pour les articles homonymes, voir Nobrega.
Francisco Nóbrega, de son nom complet Francisco Lage Pereira de Nóbrega, est un footballeur portugais né le 14 avril 1942 à Vila Real et mort le 28 avril 2012 à Porto. Il évoluait au poste d'attaquant.

## Biographie

### En club
Francisco Nóbrega commence sa carrière au FC Tirsense en 1961,. 
Son passage au FC Porto de 1962 à 1974 est plus marquant. En 1968, avec le club portiste, il remporte la Coupe du Portugal, il marque un but lors de la finale contre le Vitória Setúbal,.
Il dispute au total 222 matchs en première division portugaise pour 40 buts marqués,.

### En équipe nationale
International portugais, il reçoit quatre sélections en équipe du Portugal entre 1964 et 1967.
Il dispute son premier match le 15 novembre 1964 en amical contre l'Espagne (victoire 2-1 à Porto).
Ses deuxième et troisième matchs ont lieu aussi dans le cadre d'amicaux contre le Brésil le 24 juin 1965 (math nul 0-0 à Porto) et contre la Norvège le 12 juin 1966 (victoire 4-0 à Oeiras).
Il dispute son dernier match le 12 novembre 1967 dans le cadre des qualifications pour l'Euro 1968 contre la Norvège (victoire 2-1 à Porto).

## Palmarès
Avec le FC Porto :
- Vainqueur de la Coupe du Portugal en 1968
- Finaliste de la Coupe du Portugal en 1964